# Военная стратегия
Военная стратегия  (др.-греч. στρατηγία, стратегиа — «искусство полководца») — наука о ведении войны, одна из областей военного искусства, высшее его проявление. Охватывает вопросы теории и практики подготовки к войне, её планирование и ведение, исследует закономерности войны, составная часть военного дела.
Стратегия — это способ достижения победы в войне посредством целеполагания, общего плана и систематического внедрения мер противодействия противнику с учётом постоянно меняющихся обстоятельств и обстановки.
Стратегия включает в себя искусство комбинировать подготовку к войне и последовательные операции вооружённых сил (войск) для достижения цели войны. Стратегия решает вопросы, связанные с использованием для победы над врагом как вооружённых сил, так и всех ресурсов страны.
В некоторых иностранных государствах разделяются большая стратегия (стратегия войны в целом) и малая стратегия (вопросы планирования, подготовки и ведения операций всех видов различного масштаба). В российской традиции малая стратегия называется оперативным искусством.
В качестве военной науки стратегия дает знания о стратегических действиях в тех или иных ситуациях. Но реализация знаний требует наличия стратега (полководца, политического деятеля) обладающего помимо знаний о стратегии личностными качествами стратега. 

## Военные стратегические разведка, география, мониторинг, планирование, прогноз и связь
Для выработки стратегии государство или организация, которая её осуществляет, широко пользуется услугами стратегической разведки и использует в числе прочих сведений военной стратегической географии. В завершающей стадии выработки стратегии осуществляется военное стратегическое планирование на основе конкретного учёта национальных сил и средств, а также учёта сил и средств потенциального противника. Располагая необходимой информацией стратегического уровня возможен прогноз развития будущих событий и их результат. Сведения стратегического порядка подлежат непрерывному мониторингу. Устойчивое и успешное стратегическое управление осуществляется средствами и методами стратегической связи государства и вооружённых сил.
Стратегическая разведка
Осуществляют специализированные структуры национальной разведки: как общей, так военной. Стратегическая разведка занимается сбором, передачей, хранением, систематизированием, анализом и генерализацией информации, выявляя стратегические аспекты и опуская малозначащие нестратегические сведения. Стратегическая разведка обеспечивает информацией стратегического уровня высшее политическое и военное руководство страны.
Стратегическая география
Осуществляет гармоничную увязку информации стратегического характера с реальным географическим пространством. Учитывает изменяемые, трудноизменяемые или неизменяемые свойства географической среды и их влияние на выработку как геополитики государства, так и на геостратегию. В малой или операционной стратегии обслуживает военные нужды экономики и вооружённых сил. Сведения стратегической географии вырабатывают военные география и военная картография. Продукты военных географии и картографии являются тщательно оберегаемыми секретами государственного уровня, доступ к которым осуществляется строго ограниченным кругом посвящённых лиц по установленному и неукоснительно выполняемому Протоколу — алгоритму допуска, исключающему утечку важнейших сведений вовне.
Особой исключительной функцией военной стратегической географии является определение в географическом пространстве по совокупности ряда признаков и свойств стратегических объектов вероятного противника, подлежащих первоочередному уничтожению силами и средствами ядерной триады.
Другой важнейшей функцией военной стратегической географии является выработка рекомендаций по размещению, защите и маскировке собственных объектов стратегического значения с учётом факторов географической среды.
Стратегический мониторинг
Высшее политическое и военное руководство, имея в своём распоряжении Центры стратегического управления, осуществляет круглосуточный непрерывный мониторинг стратегической ситуации в собственной стране, в регионе или по периметру своих границ, глобальный мониторинг в целом по планете.
Структурно функции мониторинга осуществляют специализированные ведомства, которые поставляют в единый Центр стратегического управления информацию по определённому Протоколу. Протокол определяет компетенцию ведомства, объём и глубину поставляемой информации, порядок и скорость передачи обусловленных Протоколом сведений.
Стратегические планирование и прогноз
Высшее политическое и военное руководство государства, располагая информацией стратегического порядка о собственном экономическом и военном потенциале, аналогичном потенциале вероятных противников, союзников и нейтралов, добытом с помощью средств стратегической разведки и опираясь на средства и методы стратегической географии, а также опираясь на предшествующий исторический опыт военного и дипломатического противостояния, осуществляет стратегические планирование и прогноз.
Планирование и прогноз стратегического уровня осуществляется на основе научных концепций и апробированных методов и алгоритмов сообразно с поставленными целями и задачами. Отдельным методом уяснения возможного хода и исхода (результата) тех, или иных действий противоборствующих сторон в ходе предполагаемого военного конфликта является военная игра. Результаты военных игр тщательно анализируются и ложатся в основу совершенствования военной структуры государства, его тактики и стратегии.
В стратегическом планировании и прогнозе широко используются моделирование стратегических процессов на основе высокоскоростной вычислительной техники, электронных карт земной поверхности, удобных для восприятия интерфейсов и других средств, способов и методов сбора, передачи, обработки, генерализации, визуализации и аудиолизации информации стратегического значения. В работе с большими объёмами информации используются электронные системы с элементами искусственного интеллекта.
Особой исключительной функцией военного стратегического планирования является определение по совокупности ряда признаков и свойств стратегических объектов вероятного противника, которые подлежат первоочередному уничтожению силами и средствами ядерной триады.
Стратегическая связь
Какое-либо осуществление военной стратегии невозможно без наличия устойчивой во времени и пространстве связи со всеми структурными подразделениями государства и вооружённых сил. Связь — технические средства, методы и обученный высокопрофессиональный кадровый потенциал обеспечивает устойчивое функционирование системы стратегического военного управления в мирное и военное время. Устойчивость своей связи и, наоборот, усилия по нарушению тактической и, особенно, стратегической связи противника — одни из важнейших стратегических задач вооружённых сил в военное время. Так как центры и каналы стратегической связи хорошо маскируются, укрепляются и охраняются, для боевых действий на информационных коммуникациях противника применяются специальные военно-технические средства и специально подготовленные высокопрофессиональные и хорошо оснащённые диверсионные силы специального назначения.
Для противодействия противнику применяются электронные средства нарушения или подавления связи. Для этих задач могут применяться и специальные боеприпасы, как например «электронная бомба», изменяющая при подрыве физические свойства среды, посредством которой противник осуществляет связь.
Криптография и кодирование информации стратегического значения является обязательным условием работы связи. Для создания шифров высокой степени защищённости привлекается изощрённый математический аппарат, а устройства передачи и приёма используют сложные физические методы.
Для вскрытия и отслеживания сведений, которые проходят по каналам стратегической связи, часто создаются специализированные структуры радиоэлектронной разведки и иной разведки. Соответственно, для охраны сетей и каналов стратегической связи непрерывно совершенствуется пассивная и активная защита таких каналов, меняются и совершенствуются используемые шифры и приёмы и методы передачи сведений. Осуществляются дезинформационные контрразведывательные мероприятия.

## Стратегическое командование
Вопросы Большой стратегии являются прерогативой высшего политического и военного руководства страны. Как в мирное, так и в военное время в ряде стран для решения текущих стратегических целей и задач созданы специальные органы управления — Стратегические командования.
Так, например в структуре Вооружённых сил США в 1992 году создано «Стратегическое командование» Вооружённых сил США (англ. U.S. Strategic Command, англ. USSTRATCOM), которое объединяет национальные Стратегические ядерные силы, Силы противоракетной обороны и Космические силы. Штаб Стратегического командования размещается на авиабазе Оффатт, близ города Омаха, штат Небраска.

### Стратегические силы
Наиболее мощные и эффективные средства вооружённой борьбы нередко сводятся в так называемые «стратегические силы», которые подчинены в общем виде — Главнокомандующему вооружёнными силами страны и Генеральному штабу, а в оперативном — самостоятельно осуществляют поставленные перед ними цели и задачи.
Так например:
- В Вооружённых силах Российской Федерации: Стратегические ядерные силы Российской Федерации;
- В Вооружённых силах США: Стратегические ядерные силы США.

Ядерная триада
Структурно Стратегические силы обычно объединены в Ядерную триаду (англ. Nuclear triad), — так называемые «Стратегические наступательные (или оборонительные) вооружённые силы», включающие три компонента:
- Стратегическую авиацию с ядерным оружием на борту;
- Межконтинентальные баллистические ракеты наземного базирования, оснащённые разделяющимися головными частями индивидуального наведения с ядерным боезарядом;
- Тяжёлые стратегические подводные крейсера — атомные подводные лодки, несущие на борту баллистические ракеты с ядерными боеголовками.

### Стратегические центры управления
Для непрерывного отслеживания стратегической ситуации в стране, регионе и мире создаются «Стратегические центры управления», обычно:
- Главный стратегический центр, который обслуживает высшее военное и политическое руководство страны;
- Региональные центры или Центры по родам войск или военных группировок.

Такие Центры постоянной дислокации, как правило, имеют дублирующие структуры.
Стационарные Центры стратегического управления создаются, как правило, заблаговременно в мирное время и часто представляют собой крупные чрезвычайно защищённые сооружения, которые могут успешно функционировать даже в результате прямого применения против таких Центров всех видов наступательного оружия, включая ядерное, химическое, биологическое, климатическое, геотектоническое и другие.
Наряду со стационарными особо защищёнными Центрами часто создаются и «Оперативные подвижные центры» или «Кризисные центры», которые комплектуются и начинают функционировать после получения особого приказа или на основе собственной информации стратегического порядка.
В целях введения в заблуждение стратегической разведки противника создаются ложные «Центры стратегического управления», как стационарные, так и подвижные.

## Политические и стратегические цели
Цели войны должны быть строго согласованы с имеющимися для достижения её средствами. Война, как правило, ведётся для возможности заключить затем мир на определённых условиях.
Следовательно, политическое руководство, определяя политическую цель войны, должно наметить для своих вооружённых сил такие цели, достижение которых создаст в перспективе по окончании военных действий или в ходе их выгодные условия для ведения мирных переговоров дипломатическими средствами.
Исходя из политических целей войны намечается стратегическая цель — конечный результат военных действий стратегического масштаба, достижение которого приводит к коренным изменениям военно-политической и стратегической обстановки.
Стратегической целью может быть уничтожение вооружённых сил противника, уничтожение его экономики, захват территории, удержание территории и другие.
Общая стратегическая цель определяет для вооружённых сил и экономики страны весь планируемый ход войны либо для определённого её периода, либо на всю кампанию в целом. Частные стратегические цели устанавливаются для конкретных театров войны (театров военных действий, направлений, районов) и на период проведения различных видов стратегических операций.
Обычно общая или Главная стратегическая цель состоит в отражении агрессии (разгроме противника), а частные стратегические цели должны приводить к разгрому стратегических группировок противника, выводу из войны определённых государств.

## Виды стратегий
Традиционно выделяют стратегию сокрушения, в основе которой лежит достижение победы путём полного разгрома противника, уничтожения его вооружённых сил и разрушения его военно-экономической базы и стратегию измора, в основе которой лежит расчёт на достижение победы путём последовательного ослабления противника, истощения его вооружённых сил. К стратегии измора близка стратегия непрямых действий, которая заключается в осуществлении блокады, нарушении коммуникаций, срыве снабженческих перевозок, подрыве военно-технического потенциала, психологическом воздействии на население противника и его вооружённые силы .
Также зачастую применяется стратегия устрашения — демонстрация военной мощи и частичное упреждающее её применение для достижения уступок от более слабого в военном отношении противника, принуждения его к прекращению военных действий, принятию выдвинутых условий заключения мира или капитуляции. К ней близка стратегия ограниченных действий — ведение войны с ограниченными целями, с преднамеренным распространением военных действий только на определённую территорию, с использованием только части своего военного потенциала, с нанесением ударов лишь по избранным объектам и группировкам войск (силам флота) противника.
Также выделяется континентальная стратегия, предполагающая главные усилия преимущественно на разгроме сухопутных войск противника и океанская стратегия, при которой основные цели войны достигаются путём разгрома военно-морского флота противника и разрушения пунктов их базирования. Примером последней является война на Тихоокеанском театре военных действий Второй мировой войны.
Особое значение имеет блоковая стратегия — создание в мирное и военное время широкой сети военно-политических союзов для завоевания господства в определённых районах мира, развязывания агрессии или ведения оборонительной войны против более могущественного противника. С ней связана коалиционная стратегия — стратегия ведения коалиционной войны, предполагающая согласованное применение вооружённых сил нескольких союзных государств.

## Стратегические понятия и термины
- Компоненты военной стратегии
- Военно-стратегическая разведка
- Военно-стратегическое планирование
- Военно-стратегический прогноз
- Концентрация усилий на направлении главного удара
- Стратегическая маскировка
- Стратегическое сосредоточение
- Стратегическое развёртывание
- Стратегический план
- Стратегическая дезинформация противника
- Стратегическое командование
- Стратегический командный пункт управления
- Военно-стратегические резервы
- Стратегические коммуникации
- Создание превосходства над противником
- Главный удар
- Направление главного удара

## История
См. также: Военная революция
В Древнем мире войны первоначально происходили в форме кратковременных походов на сравнительно небольшие расстояния, но затем Александр Македонский, Юлий Цезарь, другие полководцы начали предпринимать длительные операции в удалённых местностях.
Автором самого первого в истории теоретического труда о военной стратегии считается китайский историк и мыслитель IV века до нашей эры Сунь-цзы, написавший знаменитый трактат «Искусство войны». Военные мыслители Секст Юлий Фронтин и Оносандр ввели термины «стратегикон», «стратегология», под которыми понимались способы ведения войны.
В Средневековье обычными были ограниченные по целям и масштабам междоусобные войны. Действия их участников характеризовались обычно нерешительностью и отсутствием централизованного стратегического руководства. Осада замков и крепостей продолжалась годами, а крупные сражения происходили редко. В отличие от этого, Чингисхан и другие монгольские полководцы действовали решительно, осуществляли скоординированное стратегическое наступление на большую глубину.
В XVII—XVIII веках европейские армии стремились выиграть войну путём искусного маневрирования на коммуникациях противника, затрудняя тем самым снабжение его войск, а также путём блокады и захвата его крепостей. Такая кордонная стратегия предполагала развёртывание основных группировок войск вдоль границ государства и создание системы крепостей для прикрытия территории страны и отражения агрессии.
В противоположность этому, российские полководцы П. Румянцев и А. Суворов достигали стратегических целей сосредоточением сил на решающих направлениях, решительным наступлением, смелым маневром. Наполеон I также действовал решительно и стремился к достижению победы над противником в одном генеральном сражении.
Во второй половине XIX века совершенствование вооружения увеличило боевые возможности войск, использование железных дорог позволило ускорить передвижение массовых армий, обеспечить их снабжение и сосредоточение в намеченных районах, а применение телеграфа дало возможность оперативно управлять войсками, действующими на нескольких направлениях. Эти изменения потребовали развития военной теории. В Германии этим занимался Альфред Шлиффен, который развивал идею разгрома противника первым ударом силами мощного стратегического эшелона. Во Франции Фердинанд Фош основной формой стратегических действий также признавал наступление и требовал сосредоточения сил по внутренним операционным линиям с целью разгрома важнейшей группировки противника.
Стратегические концепции большинства европейских стран перед Первой мировой войной предполагали ведение непродолжительной войны. Однако война затянулась, превратилась в позиционную, и обе стороны долгое время не могли найти выход из образовавшегося «позиционного тупика».
Опыт Первой мировой войны показал возможности нового оружия — авиации, танков и подводных лодок. Это вызвало появление теорий достижения победы путём «воздушной войны» (Джулио Дуэ в Италии), «танковой войны» (Джон Фуллер в Великобритании, Гейнц Гудериан в Германии), «подводной войны» в акватории мирового океана. Командование Великобритании и США придерживалось стратегии «морской силы», французское командование исходило из стратегии позиционной войны, а в нацистской Германии разрабатывалась концепция «молниеносной войны» (блицкрига). Советская стратегия исходила из того, что цели будущей войны будут достигаться решительным наступлением и согласованными усилиями всех видов вооружённых сил — разгром врага «на чужой территории, могучим ударом, малой кровью».
Однако Вторая мировая война оказалась во многом не такой, как представляли себе будущую войну военные мыслители различных стран. Она превысила по продолжительности Первую мировую, но в отличие от неё оказалась гораздо более маневренной.
Появление ядерного оружия вызвало необходимость разработки ядерной стратегии. Развитие информационных технологий привело к появлению концепции сетецентрической войны.

## Публикации о военной стратегии
- Конышев В. Н. Война как средство политики: современные американские подходы // Общественные науки и современность. 2004. № 5
- Конышев В. Н., Сергунин А. А. Стратегия национальной безопасности Б. Обамы: состоялось ли радикальное обновление? // Обозреватель — Observer. 2010, № 12
- Конышев В. Н., Сергунин А. А. Стратегия национальной безопасности Барака Обамы: старое вино в новых мехах? // США-Канада: экономика, политика, культура. 2011, № 1.
- Конышев В. Н. Военная стратегия США после окончания холодной войны. — СПб.: Наука, 2009. ISBN 978-5-02-025555-5
- Конышев В. Н., Сергунин А. А. Новая военная доктрина Барака Обамы и национальные интересы России // Национальные интересы: приоритеты и безопасность. 2012, № 14 (155). — С.2-9.
- Конышев В. Н., Сергунин А. А. Современная военная стратегия. Учебное пособие. М.: Аспект-Пресс, 2014. — 272 С. ISBN 978-5-7567-0745-8